# Sé quién eres (película)
Sé quién eres es un thriller español-argentino dirigido por Patricia Ferreira y estrenada en el cine en 2000. Está protagonizada por Ana Fernández en el papel de Paloma, una joven psiquiatra y Miguel Ángel Solá en el papel de Mario, un hombre que padece una alteración en la memoria. La trama abre la puerta a un secreto capaz de reescribir uno de los momentos clave de la historia de España.
Ópera prima de la directora Patricia Ferreira, fue presentada en el Festival de Berlín 2000, donde tuvo gran acogida al quedar segunda para el premio del público y premiada en los Premios Turia. Obtuvo tres nominaciones a los Premios Goya y fue la ganadora en una categoría. Tiene una duración de 1h y 40 minutos (100 minutos) y durante su exhibición en cines obtuvo una recaudación de 439.117,74€ y más de 100.000 espectadores después de su lanzamiento.

## Argumento
El largometraje cuenta la historia ficticia de Paloma, una joven psiquiatra que adquiere la posición de directora en una clínica gallega y se enamora de Mario, su primer paciente. Este tiene el síndrome de Korsakof, un tipo de amnesia que solo le permite recordar su vida hasta el año 1975, lo que llama la atención a Paloma. La doctora empieza a tratarlo y provoca en ella atracción e interés a la vez que miedo y conocerá su pasado donde la relación toma un camino imprevisto. Paloma empieza a investigar en el pasado de este personaje y se encuentran los dos metidos en una historia de acción, que va a desvelar una serie de hechos, hasta ese momento borrados, de la Transición española. La película propone una reflexión sobre el pasado colectivo español.

## Reparto
| Actor/Actriz       | Personaje |
| ------------------ | --------- |
| Miguel Ángel Solá  | Mario     |
| Ana Fernández      | Paloma    |
| Roberto Enríquez   | Álvaro    |
| Ingrid Rubio       | Coro      |
| Manuel Manquiña    | Ginés     |
| Mercedes Sampietro | Marisa    |
| Héctor Alterio     | Salgado   |
| Jordi Dauder       | Sánchez   |

## Producción
El rodaje de la película se inició el 30 de agosto de 1999 y finaliza el 23 de octubre de ese mismo año. El ambiente de la película se desarrolla en Galicia, más concretamente en La Coruña, lugar donde se grabó. Gran parte de la filmación se hizo además en Segovia y también se tomaron recursos en Madrid. Contó con una subvención pública en "Ayudas a la Amortización de Largometrajes” de 666.808,66 euros. Es una coproducción entre varias empresas españolas: Continental Producciones, S.L. y Fil, Stock Investment, S.L. que contaron con el 80% de la financiación y el otro 20% corrió en manos de una productora argentina. La producción la realizaron los españoles Pancho Casal y Carmen de Miguel ( productor ejecutivo) y los argentinos Gerardo Herrero y Claudio Pustelnik (productor ejecutivo). La empresa distribuidora de la película fue Alta Fils, S.A. y el diseño de producción contó con Balter Gallart y Josep Rosell
El guion corre a cargo de Patricia Ferreira, Daniela Féjerman, Manuel Gutiérrez Aragón, Enrique Jiménez e Inés París
| Cargo               | Nombre                          |
| ------------------- | ------------------------------- |
| Casting             | Alberto Tomé                    |
| Cinematografía      | José Luis Alcaine               |
| Montaje             | Marcela Sáenz                   |
| Banda Sonora        | José Nieto                      |
| Efectos especiales  | Pablo Núñez                     |
| Efectos digitales   | Manuel Carrión                  |
| Dirección artística | Josep Rosell y Baltasar Gallart |
| Vestuario           | Margaret Watty                  |
| Maquillaje          | Mariló Osuna                    |

## Estreno y acogida
Sé quién eres logró más de 105.000 espectadores y contó con una recaudación de 439.117,74 euros. La película fue recomendada para mayores de 13 años. Su estreno se dio en España el 7 de abril del 2000 y se publicó en otros países: En República Checa el 10 de marzo de 2001 en el Festival de cine de la Unión Europea, en Estados Unidos el 9 de mayo de 2001 en el Festival de cine hispánico de Miami, en Portugal el 3 de agosto de 2001, en Argentina el 8 de marzo de 2002 en el Mar de Plata Film Festival, en Hong Kong el 25 de noviembre de 2002 en el Festival de cine europeo y en Grecia el 23 de septiembre de 2008 con el estreno en DVD.
Críticas
La película ha recibido críticas positivas y negativas desde su primera emisión en 2000. Pero tuvo mayoritariamente buena acogida tanto por el público como por los críticos Carlos Boyero para el Diario El Mundo dijo “"Es una buena película que desarrolla con solidez y riesgo una trama negra, política y sentimental, que te la explica con sentido y mantiene tu interés, que bucea con valentía en un pasado lleno de ovnis y agujeros negros de los que no quieren saber nada los reciclados a la democracia española”. Ángel Fernández Santos para el Diario El País habló sobre los intérpretes, diciendo que “bordan su intrincado trabajo”. Una de las críticas que realizan el Fotogramas posicionan a la película como “honesta, cívica, didáctica y necesaria”.

## Premios y nominaciones
Sé quién eres se estrenó en numerosos festivales de cine y ha optado a muchos premios, destacando su participación en la sección oficial Panorama del Festival de cine de Berlín 2000 (Berlinale). Fue premiada en los festivales de Toulouse y de Marsella a mejor Opera Prima en los Premios Turia.
Obtuvo tres nominaciones en la 15 edición de los Premios Goya en 2001. Fue reconocida con el Goya a mejor música original aJosé Nieto y las dos nominaciones que obtuvo fueron a mejor dirección novel a Patricia Ferreira y mejor actor protagonista a Miguel Ángel Solá, los ganadores en esta categoría fueron Achero Mañas por El Bola y mejor actor protagonista Juan Luis Galiardo por Adiós con el corazón respectivamente. 

## Otros datos de interés
- En el inicio de la película, Paloma ve a Mario quitándose la ropa en la arena de la playa y termina desnudo. La cámara muestra la reacción de Paloma y ella mira por la ventana de nuevo, es en este momento cuando hay un fallo y se muestra a Mario quitándose los pantalones por segunda vez.[1]
- La propia realizadora ha reconocido que la película es un homenaje a la labor en pro de la democracia llevada a cabo por los militares pertenecientes a la Unión Militar Democrática (U.M.D)[13]